# Blauwe hardsteen

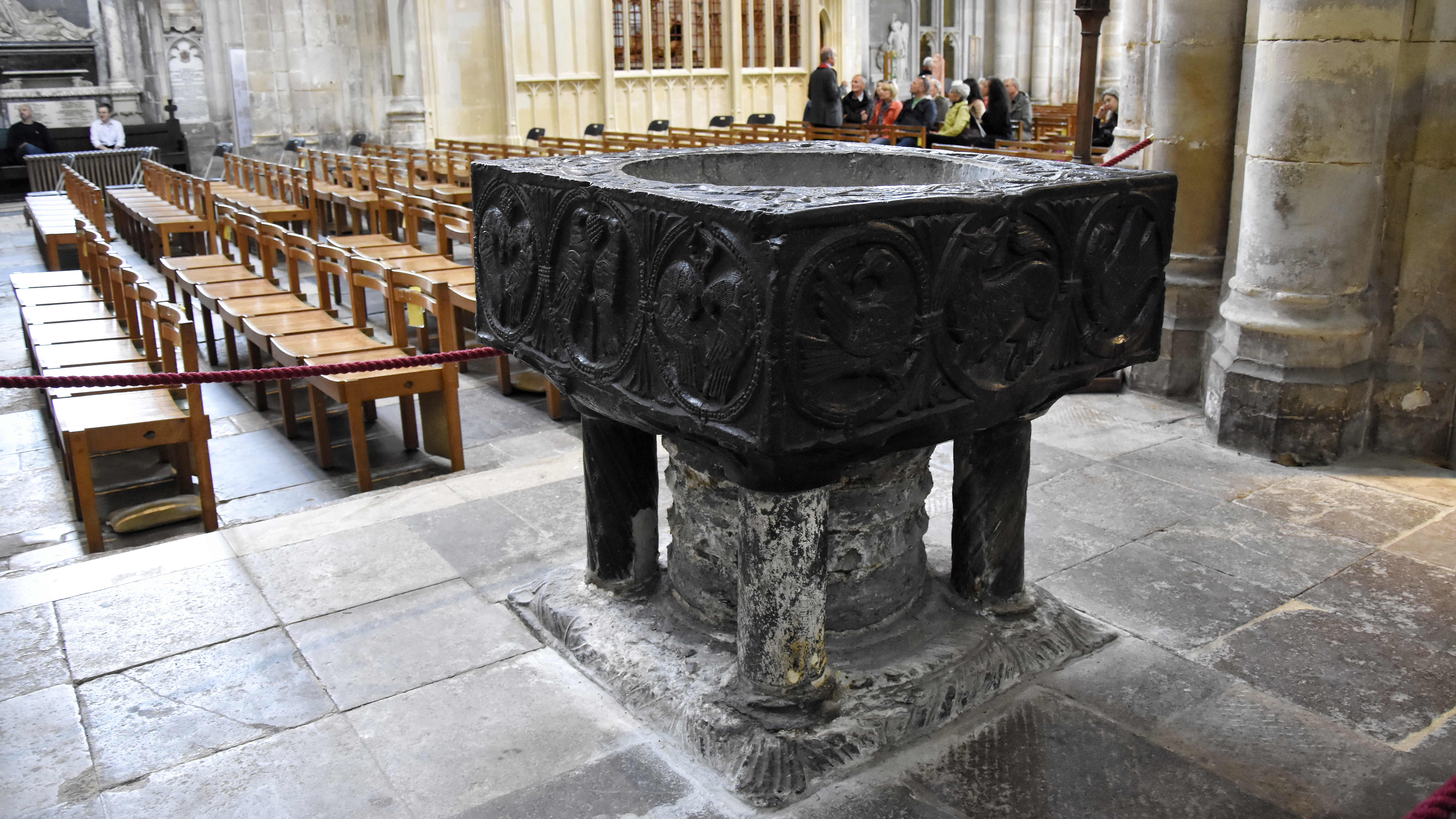
Doornikse doopvont in de kathedraal van Winchester

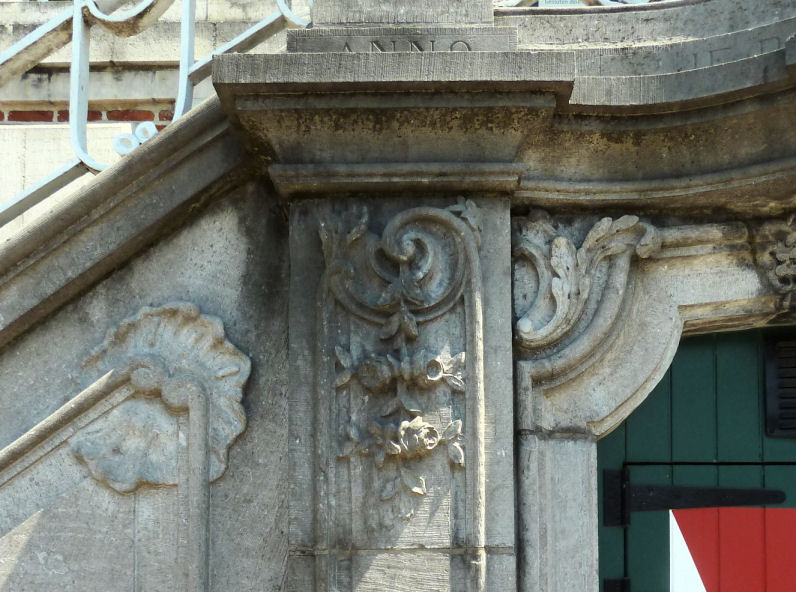
18e-eeuwse ornamenten, gekapt in arduin: prochiehuis in Sint-Niklaas

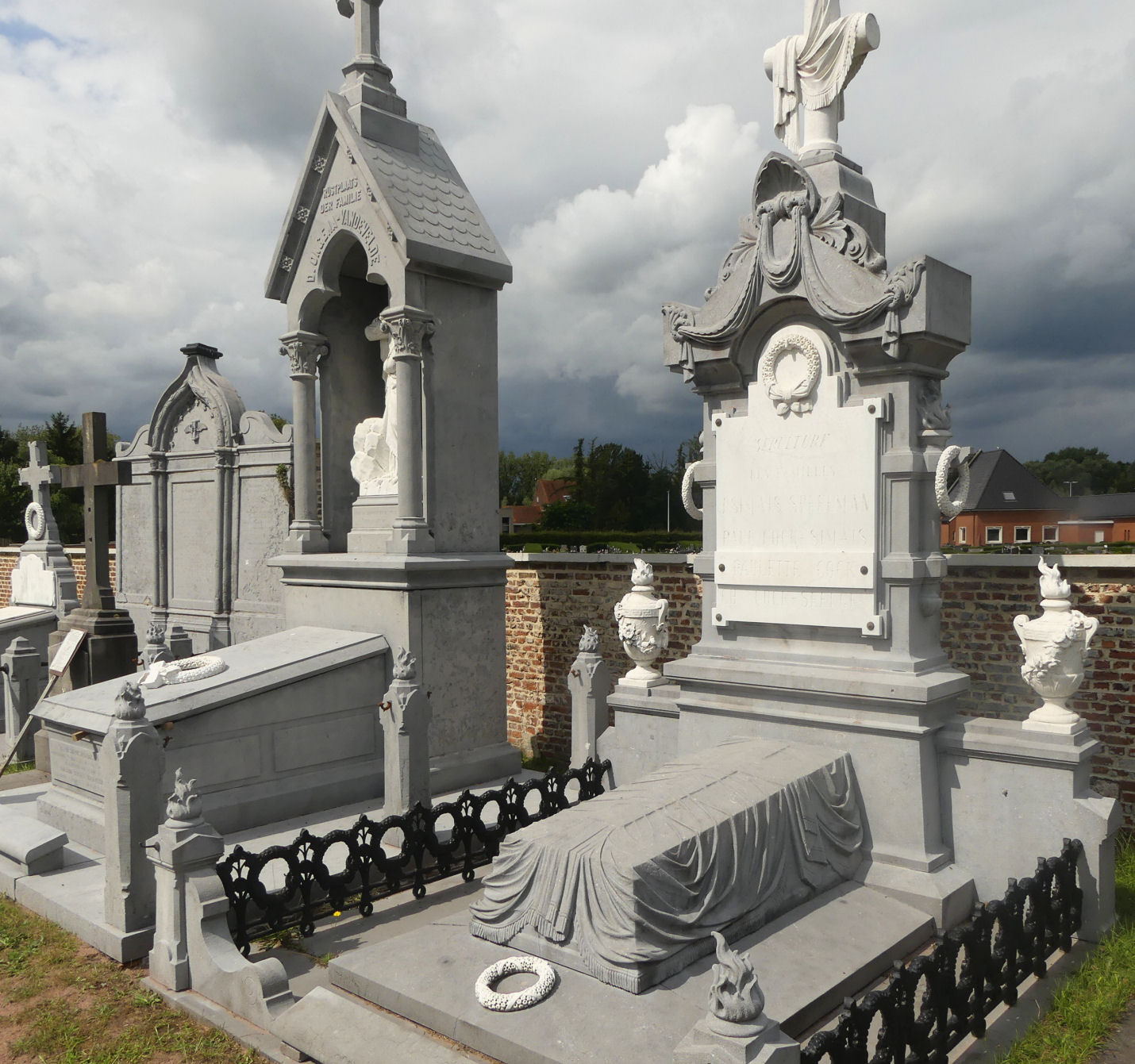
19e-eeuwse graven, Lokeren Oude-Brug.

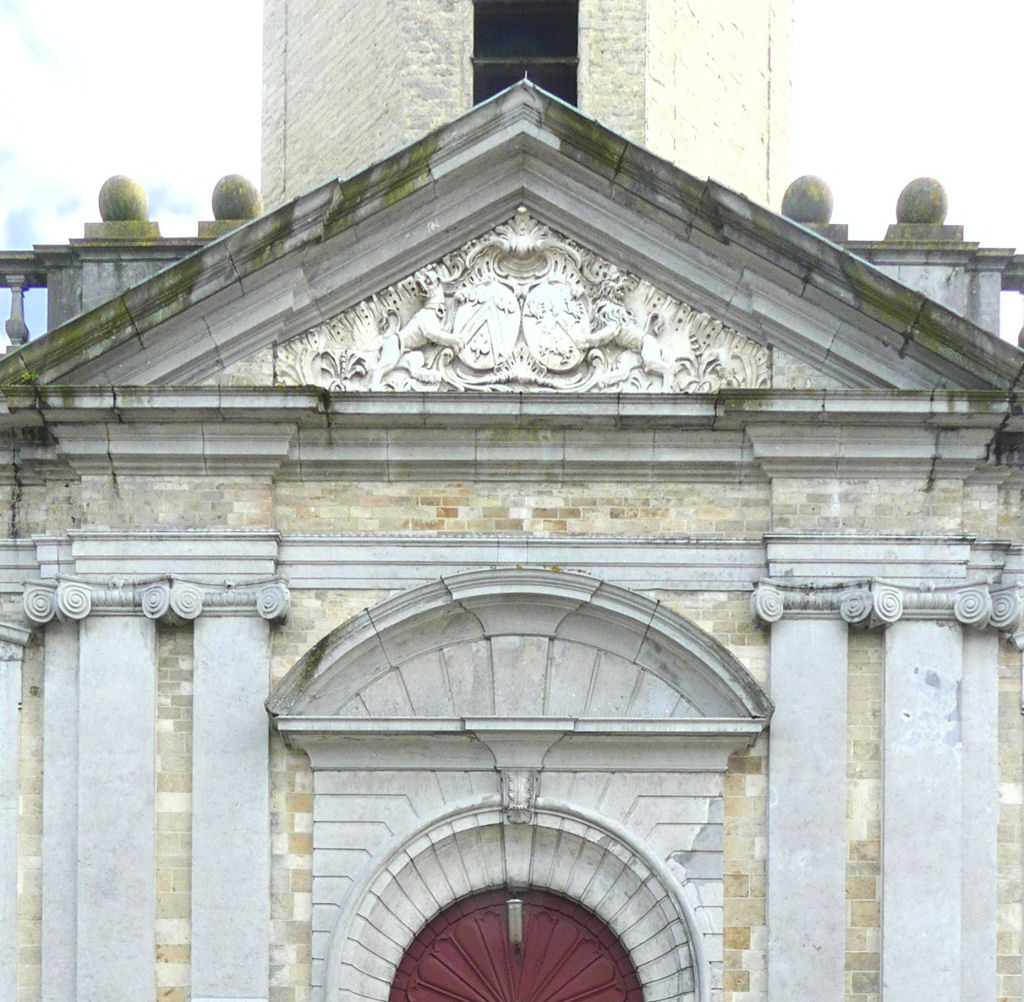
Kerkgevel, 18e eeuw. Moerzeke.

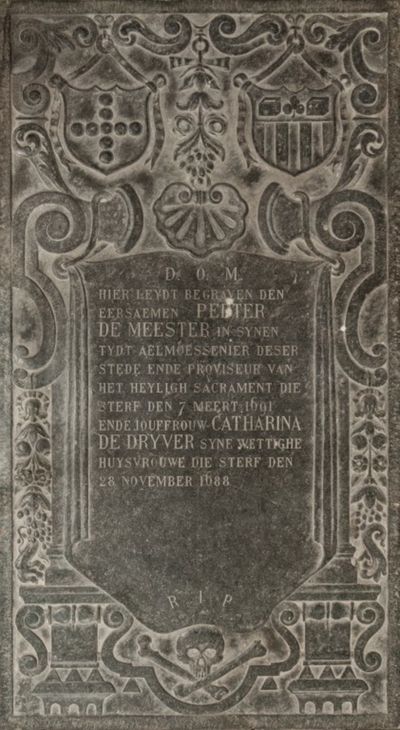
Grafzerk, Kathedraal te Mechelen.

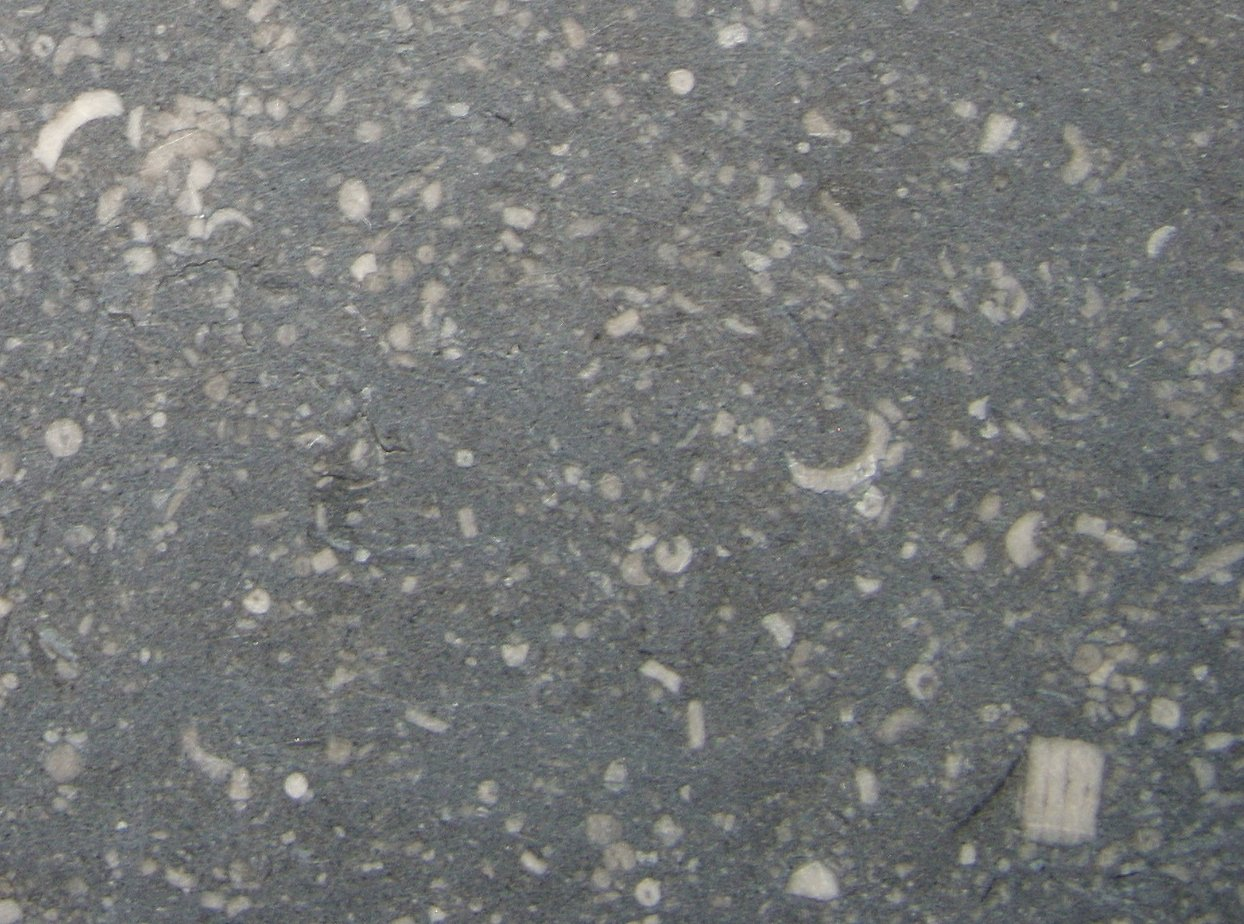
Arduin met vele fossielen van dichtbij

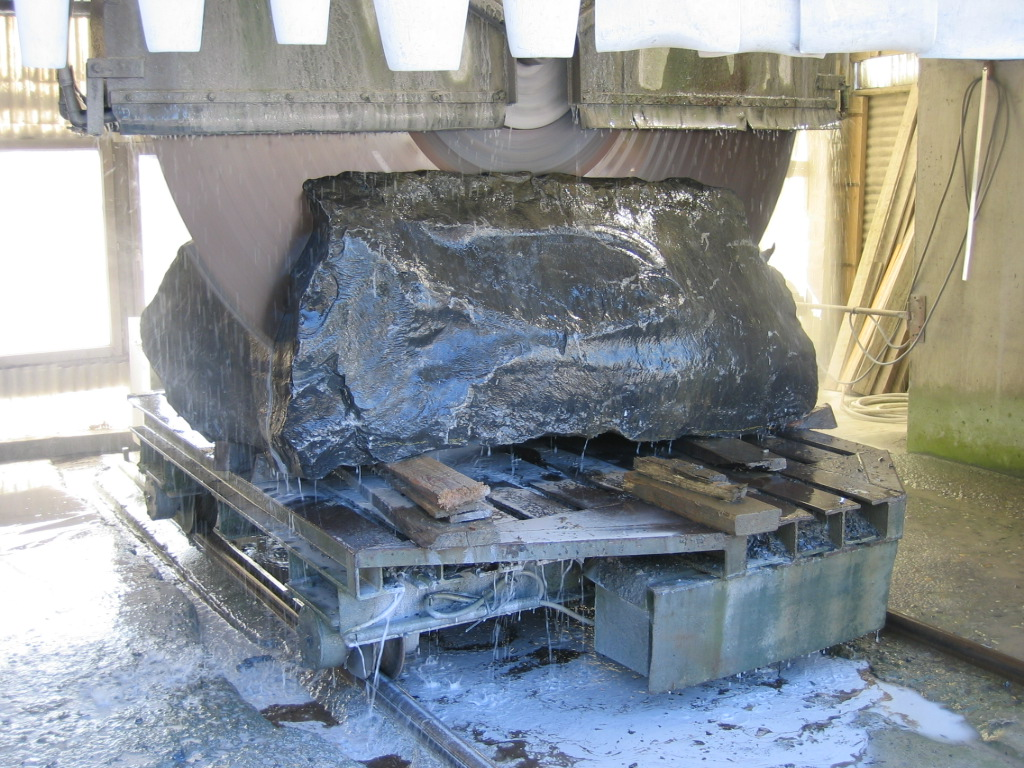
Watergekoelde kalksteenzaag

Blauwe hardsteen, hardsteen, blauwsteen, arduin, kolenkalksteen of petit granit is een kalksteen met een meer of minder uitgesproken blauwgrijze kleur. De steensoort wordt gekenmerkt door de aanwezigheid van zeer veel resten van zeelelies (crinoïden), diertjes met een kalkskelet die veelal op de zeebodem leven. Bij het afsterven is hun kalkskelet op de bodem achtergebleven en samen met de calcietafzetting die het geheel aan elkaar heeft gesmeed heeft zich in de loop van miljoenen jaren de blauwe hardsteenlaag gevormd. De steen is dus een aaneenkitting van crinoïden in een cement van microkristallijn calciet. De kleur wordt bepaald door de hoeveelheid zeer fijn verspreide plantaardige resten (koolstof).
Een aanzienlijk gedeelte van het kasseienparcours van Parijs-Roubaix in Noord-Frankrijk, aangelegd in de 19de eeuw, bestaat uit blauwe steen afkomstig uit Zinnik.

## Toepassingen
Vanaf de 12de eeuw vervaardigde men doopvonten uit deze blauwe hardsteen. Ze werden in of rond Doornik uit een massief blok kalksteen gehouwen en daarna gepolijst, waardoor ze een fraaie zwarte schijn kregen. Het marmerachtige resultaat woog rond de twee ton. Desondanks kenden ze verspreiding tot in Engeland, Duitsland en Frankrijk. Het stedelijke gilde Charité-Saint-Christophe (caritas Sancti Christophori) heeft daarbij een voorname rol gespeeld en had onder meer commerciële contacten in Winchester.
In de 17e en 18e eeuw werd deze duurzame steen verkozen door veel vierscharen voor het oprichten van een openbare pomp of fontein. De steen doorstaat moeiteloos de seizoenen, en is zeer stabiel. De steen werd sindsdien gebruikt voor het versieren van vele monumenten en had de voorkeur voor sierlijke maar dure grafzerken. In Vlaanderen werd deze steen de specialiteit van veel arduinhouwers die op begraafplaatsen hun talent konden tentoon spreiden.

## Samenstelling
Blauwe hardsteen bevat +/- 96% calciet (CaCO3), het dominerende mineraal in de meeste kalkstenen. Het gesteente bevat een hoog aandeel aan versteende fauna. Deze resten zijn soms aan het oppervlak zichtbaar. Meestal verhogen zij door hun aanblik de waarde van het materiaal. De meest voorkomende fossielen naast de crinoïden, ook wel zeelelies genoemd, zijn:
- schelpen van brachiopoden of ‘armpotigen’.
- Kolonies van poliepen of ‘bijennesten’.
- Kolonies van Syringopora.
- Sponzen van Asteractinella-soorten of ‘Wolfpoot’.

Naast deze elementen bevat de steen vaak secundaire mineralen zoals dolomiet, kwarts, pyriet, marcasiet en fluoriet. Het gehalte aan dolomiet kan variëren van 1 tot 10%. Kwarts is eerder verspreid in microscopisch kleine kristallen en in een gehalte van minder dan 2%. De ijzersulfiden, pyriet en marcasiet, metaalachtige glanzende gele mineralen die harder zijn dan calciet, kunnen voorkomen als massieve nagels of als aders in breuken. De nagels worden ook doornen, kogels, kwartskogels en mierennesten genoemd. Fluoriet komt hoofdzakelijk voor in witte aders en vlekken.
De dichtheid van blauwe hardsteen is ongeveer 2,67 kg/dm³.

## Voorkomen en ontstaan

### Belgische hardsteen
De Belgische hardsteen, van Laat-Devonische tot en met Vroeg-Carboon-ouderdom, komt met name voor in de Ardennen. De kalksteen is daar ontstaan in een ondiep marien afzettingsmilieu waar veel leven te vinden was. Doordat het afzettingsmilieu veelal reducerend was, zijn zwavelhoudende mineralen ontstaan en bevat de kalksteen een hoog percentage organisch materiaal. Hierom wordt het ook wel "kolenkalk" genoemd. Het H2S (waterstofsulfide) dat vrijkomt als er op het gesteente wordt geslagen heeft het de naam "stinkkalk" opgeleverd.
Omdat het gesteente zo hard en dicht is wordt het in de volksmond ook petit granit genoemd. Graniet is echter een stollingsgesteente en de blauwe hardsteen een afzettingsgesteente.
In België zijn er vier streken waar blauwe hardsteen wordt ontgonnen.
- Écaussinnes, Neufvilles, Zinnik (Carrières du Hainaut).
- Condroz: Anthisnes, Barvaux, Clavier, Comblain-au-Pont, Modave, Ouffet, Sprimont
- Vallei van de Bocq: Yvoir
- Vallei van de Molignée: Anhée.

Met tegenwoordig twee grote productieregio's:
- Henegouwen (80%)
- Ardennen; Bekkens van de Ourthe – Amblève, van de Bocq en van Molignée.

Andere namen voor deze steensoort:
- Belgische blauwe hardsteen, Blauwe steen, Blauwsteen, Belgische hardsteen, Hardsteen, Naamse hardsteen, Arduin, Blauwe Arduin, Escosijnse steen, Crinoïdekalksteen, kolenkalk, stinkkalk, petit granit.
- Frans: Hardouin, Pierre de taille.
- Engels: Belgian Fossil.

### Ierse hardsteen
Dezelfde laag waaruit de Belgische hardsteen wordt gewonnen komt, na honderden kilometers ondergronds, in Ierland weer boven. Hier wordt een andere variëteit gewonnen: de Ierse hardsteen, in groeven in o.a Kilkenny en Carlow. De steen is iets fijner van structuur en de crinoïden zijn kleiner en gelijkmatiger verdeeld.
Verder wordt ook in andere landen vergelijkbare steen gewonnen, bijvoorbeeld in Spanje en China.